# Peñalolén
Peñalolén est une commune du Chili, située dans la province et la région métropolitaine de Santiago. 

## Géographie

Localisation de Peñalolén (en rouge) au sein de l'agglomération de Santiago.

La commune s'étend sur 54 km2 à l'est de l'agglomération de Santiago, dans une zone de transition entre la vallée de la capitale et la pré-cordillère des Andes. Seule la partie ouest de son territoire est urbanisée, le reste s'étageant sur la montagne à l'est.
Les artères principales sont les avenues de Grèce, Ictinos, Los Molineros, Oriental et Tobalaba, cette dernière longeant le canal San Carlos qui traverse la commune du nord au sud.

## Histoire
La commune est officiellement créée par le décret-loi  1-3260 du 6 mars 1981, mais elle n'entre en vigueur que le 15 novembre 1984, avec la nomination de son premier maire.

## Population et société

### Démographie
La population s'élevait à 241 599 habitants en 2017. 

## Politique et administration
La commune est dirigée par un maire et dix conseillers élus pour un mandat de quatre ans. Les dernières élections ont eu lieu les 26 et 27 octobre 2024.
| Période          | Période         | Identité                     | Étiquette | Qualité |
| ---------------- | --------------- | ---------------------------- | --------- | ------- |
| 15 novembre 1984 | 1989            | María Angélica Cristi Marfil | UDI       |         |
| 1989             | 1992            | Carlos Alarcón Castro        |           |         |
| 1992             | 1996            | Carlos Echeverría Muñoz      | PDC       |         |
| 6 décembre 1996  | 6 décembre 2004 | Carlos Alarcón Castro        |           |         |
| 6 décembre 2004  | 6 décembre 2012 | Claudio Orrego Larraín (es)  | PDC       |         |
| 6 décembre 2012  | 6 novembre 2024 | Carolina Leitao (es)         | PDC       |         |
| 6 décembre 2024  | en fonction     | Miguel Concha Manso          | FL        |         |

## Transports
La commune est desservie par cinq stations de la ligne 4 du métro de Santiago, en limite ouest de son territoire, ainsi que par le réseau d'autobus Red de l'agglomération de Santiago.

## Lieux notables
- L'établissement scolaire Matilde Huici Navas[3], nommé en mémoire de l'avocate et universitaire Matilde Huici[4].